# Carlo d'Angiò (duca di Calabria)

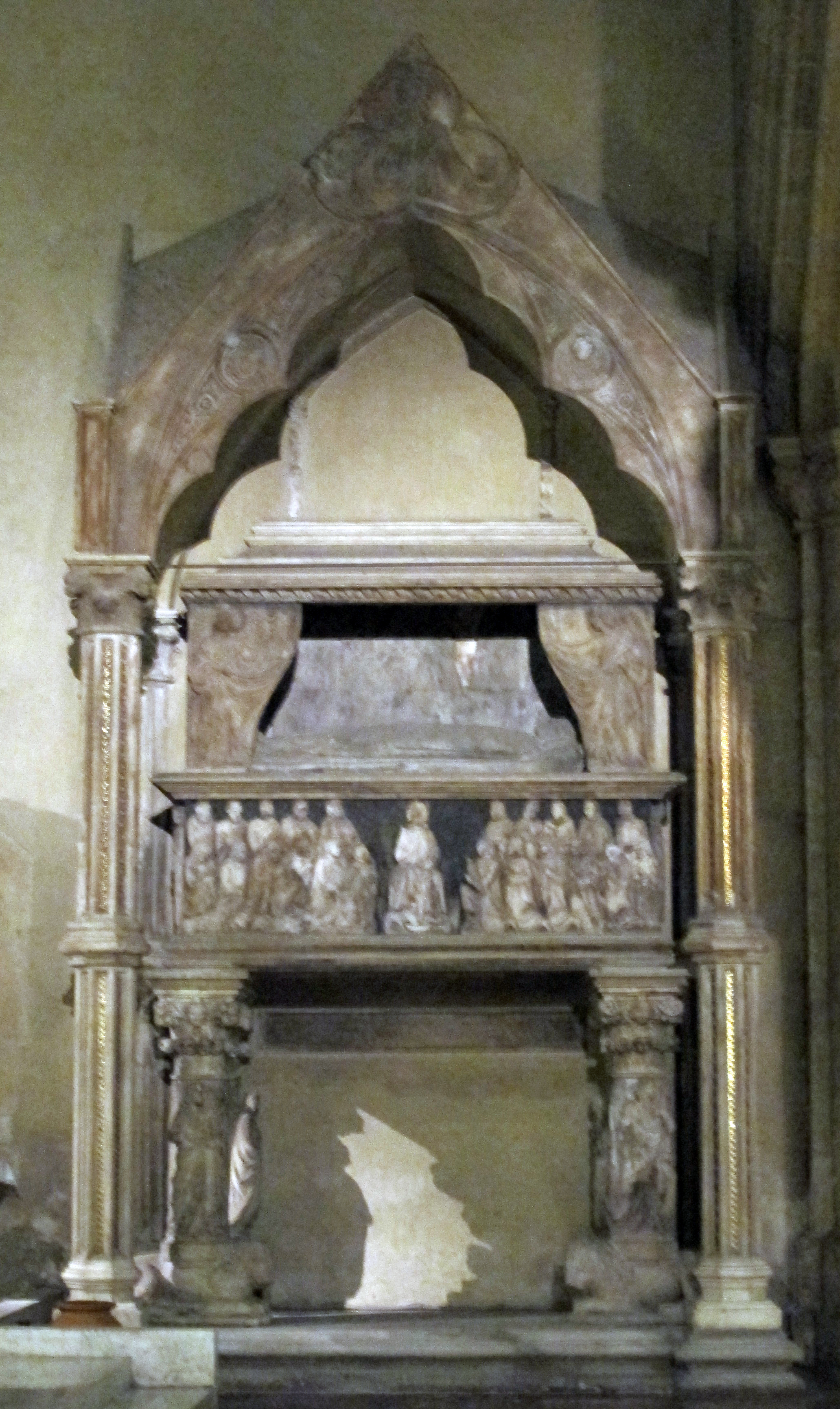
Sepolcro del Duca di Calabria nella basilica di Santa Chiara a Napoli

Carlo d'Angiò (Napoli, 1298 – Napoli, 9 novembre 1328) fu duca di Calabria, Vicario generale e principe ereditario del Regno di Napoli.

## Biografia
Carlo nacque a Napoli da Roberto d'Angiò, che sarebbe poi divenuto re di Napoli, e da Jolanda d'Aragona, figlia di Pietro III, re di Aragona.
Divenne Duca di Calabria, nel 1309, grazie alla concessione ottenuta dal padre Roberto, quando, alla morte di Carlo II d'Angiò, era divenuto re di Napoli; fu inoltre nominato Vicario Generale del Regno.
Per agevolare la riconciliazione tra guelfi e ghibellini, papa Clemente V appoggiò il vecchio piano di ricostituire il regno di Arles, mettendo in contatto i capi delle due fazioni, Roberto il Saggio e il nuovo imperatore, Arrigo VII. Il piano prevedeva che il regno di Arles fosse ceduto dall'imperatore a Carlo, uno dei due figli di Roberto, il quale avrebbe sposato una delle due figlie di Arrigo. Il piano però fallì oltre che per l'opposizione di vari feudatari provenzali e borgognoni, anche per la fiera opposizione del re di Francia, Filippo il Bello, il quale, mal sopportando l'instaurazione di un regno dei cugini angioini nel sud-est della Francia, fece molte pressioni sulla corte papale di Avignone, sinché Clemente V, ritirò l'appoggio al progetto, che senza la sua approvazione fu tacitamente lasciato cadere.
Nelle intenzioni del padre Carlo avrebbe dovuto essere, nel 1315, a capo della spedizione militare da inviare in appoggio a Firenze ma, all'ultimo momento Roberto mutò la sua decisione e l'incarico passò al fratello del re, Filippo I di Taranto; la coalizione che comprendeva napoletani e fiorentini fu tuttavia sconfitta nella Battaglia di Montecatini, il 29 agosto.
Nel 1316 sposò Caterina (1295 – 1323), figlia di Alberto I d'Asburgo e, dopo la morte di questa, contrasse nuove nozze, l'11 gennaio 1324, con Maria di Valois (1309 – 1332), figlia di Carlo di Valois e di Mahaut de Saint-Pol, e sorella di Filippo di Valois, futuro re di Francia.
Il padre lo insignì della città di Lucera, a quel tempo rinominata Città di Santa Maria dopo lo sterminio della colonia saracena, in cui si premurò di istituire una fiera di sei giorni. Pare inoltre che nel 1325 inviò una lettera al pontefice per la beatificazione del Vescovo Agostino Casotti, morto due anni prima.
La vittoria di Castruccio Castracani ad Altopascio, il 23 settembre del 1325, portò i fiorentini sconfitti ad eleggere Carlo, Signore della città. Il 13 gennaio 1326 il duca accettò la nomina a signore di Firenze per un periodo di dieci anni, ma vi restò solo dodici mesi; fu richiamato a Napoli nel 1327 a causa dell'avanzata di Ludovico il Bavaro in Italia.
Alla morte di Carlo, avvenuta improvvisamente il 9 novembre 1328, la figlia Giovanna divenne dapprima erede al trono e poi regina di Napoli nel 1343.

## Discendenza
Da Caterina ebbe una figlia:
- Maria (Napoli, 1321-1328), morta all'età di 6 anni

Da Maria ebbe cinque figli:
- Eloisa († 1325)
- Maria (1326 – 1328)
- Carlo Martello (Firenze, 13 aprile 1327 – 21 aprile 1327)
- Giovanna (1328 – 1382), poi regina di Napoli
- Maria (1329 – 1366), Contessa d'Alba, andata sposa a Carlo, Duca di Durazzo, quindi a Roberto del Balzo ed infine (1355) a Filippo II di Taranto.

## Ascendenza
|                              |                     |                       | Genitori                           |  |  | Nonni |  |  | Bisnonni        |  |  | Trisnonni             |  |
|                              |                     |                       |                                    |  |  |       |  |  | Carlo I d'Angiò |  |  | Luigi VIII di Francia |  |
|                              |                     |                       |                                    |  |  |       |  |  | Carlo I d'Angiò |  |  | Luigi VIII di Francia |  |
|                              |                     | Bianca di Castiglia   |                                    |  |  |       |  |  | Carlo I d'Angiò |  |  |                       |  |
| Carlo II di Napoli           |                     |                       |                                    |  |  |       |  |  | Carlo I d'Angiò |  |  |                       |  |
|                              |                     | Beatrice di Provenza  | Raimondo Berengario IV di Provenza |  |  |       |  |  |                 |  |  |                       |  |
|                              |                     | Beatrice di Provenza  | Raimondo Berengario IV di Provenza |  |  |       |  |  |                 |  |  |                       |  |
|                              |                     | Beatrice di Provenza  | Beatrice di Savoia                 |  |  |       |  |  |                 |  |  |                       |  |
| Roberto d'Angiò              |                     | Beatrice di Provenza  |                                    |  |  |       |  |  |                 |  |  |                       |  |
|                              |                     | Stefano V d'Ungheria  | Béla IV                            |  |  |       |  |  |                 |  |  |                       |  |
|                              |                     | Stefano V d'Ungheria  | Béla IV                            |  |  |       |  |  |                 |  |  |                       |  |
|                              |                     | Stefano V d'Ungheria  | Maria Lascaris di Nicea            |  |  |       |  |  |                 |  |  |                       |  |
| Maria Arpad d'Ungheria       |                     | Stefano V d'Ungheria  |                                    |  |  |       |  |  |                 |  |  |                       |  |
|                              |                     | Elisabetta dei Cumani | Köten                              |  |  |       |  |  |                 |  |  |                       |  |
|                              |                     | Elisabetta dei Cumani | Köten                              |  |  |       |  |  |                 |  |  |                       |  |
|                              |                     | Elisabetta dei Cumani |                                    |  |  |       |  |  |                 |  |  |                       |  |
| Carlo duca di Calabria       |                     | Elisabetta dei Cumani |                                    |  |  |       |  |  |                 |  |  |                       |  |
|                              | Giacomo I d'Aragona | Pietro II d'Aragona   |                                    |  |  |       |  |  |                 |  |  |                       |  |
|                              | Giacomo I d'Aragona | Pietro II d'Aragona   |                                    |  |  |       |  |  |                 |  |  |                       |  |
|                              | Giacomo I d'Aragona | Maria di Montpellier  |                                    |  |  |       |  |  |                 |  |  |                       |  |
| Pietro III d'Aragona         | Giacomo I d'Aragona |                       |                                    |  |  |       |  |  |                 |  |  |                       |  |
|                              |                     | Iolanda d'Ungheria    | Andrea II d'Ungheria               |  |  |       |  |  |                 |  |  |                       |  |
|                              |                     | Iolanda d'Ungheria    | Andrea II d'Ungheria               |  |  |       |  |  |                 |  |  |                       |  |
|                              |                     | Iolanda d'Ungheria    | Iolanda di Courtenay               |  |  |       |  |  |                 |  |  |                       |  |
| Violante d'Aragona e Sicilia |                     | Iolanda d'Ungheria    |                                    |  |  |       |  |  |                 |  |  |                       |  |
|                              |                     | Manfredi di Sicilia   | Federico II di Svevia              |  |  |       |  |  |                 |  |  |                       |  |
|                              |                     | Manfredi di Sicilia   | Federico II di Svevia              |  |  |       |  |  |                 |  |  |                       |  |
|                              |                     | Manfredi di Sicilia   | Bianca Lancia                      |  |  |       |  |  |                 |  |  |                       |  |
| Costanza II di Sicilia       |                     | Manfredi di Sicilia   |                                    |  |  |       |  |  |                 |  |  |                       |  |
|                              |                     | Beatrice di Savoia    | Amedeo IV di Savoia                |  |  |       |  |  |                 |  |  |                       |  |
|                              |                     | Beatrice di Savoia    | Amedeo IV di Savoia                |  |  |       |  |  |                 |  |  |                       |  |
|                              |                     | Beatrice di Savoia    | Margherita di Borgogna             |  |  |       |  |  |                 |  |  |                       |  |
|                              |                     | Beatrice di Savoia    |                                    |  |  |       |  |  |                 |  |  |                       |  |